# Нонадекановая кислота
Нонадекановая   кислота  (Нонадециловая  кислота) CH3(CH2)17COOH — одноосновная предельная карбоновая кислота.

## Нахождение в природе
Как и большинство длинноцепочечных жирных кислот с нечётным числом атомов углерода нонадекановая кислота в природе встречается  в редких случаях и в низких концентрациях.
Из природных источников она была впервые выделена из жира почек крупного рогатого скота.
Нонадекановая кислота найдена у высших растений,  в частности, в зелёных частях укропа (Anethum graveolens), а также в красной водоросли (Hypnea musciformis). В микроорганизмах также обнаружена нонадекановая кислота, например, в бактериях (Streptomyces scabiei subsp. chosunensis М0137).

## Свойства
Нонадекановая кислота нерастворима в воде, растворима при нагревании в бензоле, хлороформе, эфире, этаноле и лигроине .